# نام بو-را
نام بو را (بالكورية: 남보라)‏ هي ممثلة كورية جنوبية. ولدت يوم 27 نوفمبر 1989 في سول في كوريا الجنوبية.

## الحياة الشخصية
نشأت نام في عائلة كبيرة، مع أخ واحد أكبر وإثني عشر شقيقًا أصغر سناً (7 ذكور و5 إناث)، على الرغم من وفاة أحد إخوتها الأصغر وإحدى الاخوات الأصغر سناً. أحد أبناء أخيها هو نو مين وو، عضو في فرقة البوب الكورية بوي فريند المكونة من 6 أعضاء.

## روابط خارجية
- نام بو-را على موقع IMDb (الإنجليزية)
- نام بو-را على موقع قاعدة بيانات الفيلم (الإنجليزية)